# Cal Ferrer (Massanes)
Cal Ferrer és una obra de Massanes (Selva) inclosa a l'Inventari del Patrimoni Arquitectònic de Catalunya.

## Descripció
Edifici aïllat situat a Collformic. Consta de planta baixa i pis, té un cos principal, un cos posterior, i s'ha ampliat amb altres cossos annexes per la seva part dreta, on hi destaca un porxo. El cos principal i el posterior estan coberts per una teulada a doble vessant (la teulada del cos principal presenta algunes irregularitats) amb teula àrab, mentre que els laterals tenen la cobertura a una única vessant.
A la planta baixa, a la part esquerra, hi ha una doble obertura en arcs de mig punt, una porta també en arc de mig punt i adovellada, i dues senzilles finestres quadrangulars en arc de llinda.
Al pis hi ha tres finestres, dues d'elles són totalment iguals, quadrangulars i en arc pla, i una petita obertura a la part dreta. Entre les dues finestres més grans, hi ha un rellotge solar esgrafiat, amb un sol i números romans.
La façana està realitzada en maçoneria i maó, arrebossada i pintada d'un color rosat.

## Història
L'any 1912 Martí Estol i Cros comprà la masia a Margarida Ferrer. Al 1963 ho heretà la seva neta Teresa Estol i Poch, i aquesta la va vendre a Montserrat Rodríguez, que la va convertir en una segona residència, fent una gran reforma.